# قصاب‌محله (شفت)
قصاب‌محله یک روستا در ایران است که در بخش مرکزی شهرستان شفت در استان گیلان واقع شده‌است.

## جمعیت
این روستا در دهستان جیرده قرار دارد و براساس سرشماری مرکز آمار ایران در سال ۱۳۸۵، جمعیت آن ۱۹۷ نفر (۴۵ خانوار) بوده‌است.